# Harry Potter (Rugbyspieler)
Harry Potter (* 15. Dezember 1997 in Wimbledon, London, Großbritannien) ist ein australischer Rugby-Union-Spieler. Er spielt für die australische Franchise Western Force und für die australische Nationalmannschaft auf den Positionen des Innendreiviertels, des Außendreiviertels und des Schlussmanns.

## Biografie

### Vereinskarriere
Potter wurde im Londoner Stadtteil Wimbledon geboren, etwa ein halbes Jahr nach der Veröffentlichung des ersten Teils der Romanreihe Harry Potter von Joanne K. Rowling. Er verbrachte einen Teil seiner Kindheit in Bristol, ehe er im Alter von zehn Jahren mit der Familie ins australische Melbourne auswanderte. Potter spielt zunächst Fußball, wechselte später aber zum Rugby, das ihm mehr zusagte. Ab 2016 gehörte er dem Sydney University FC an und war am Wettbewerb um den Shute Shield beteiligt, der Meisterschaft von New South Wales. Sportjournalisten machten sich einen Spaß daraus, aufgrund seines Namens möglichst kreative Schlagzeilen mit Bezug zur mittlerweile weltberühmten Romanfigur zu erfinden; entsprechend trug Potter den Spitznamen Wizard („Zauberer“). Sowohl 2018 als auch 2019 gelang der Gewinn des Meistertitels, jeweils mit einem Finalsieg gegen den Warringah RC.
Nach zwei kurzen Engagements bei den NSW Country Eagles und Melbourne Rising unterschrieb Potter im August 2019 einen Profivertrag bei den Melbourne Rebels. Infolge der COVID-19-Pandemie wurde die Saison 2020 von Super Rugby nach wenigen Runden abgebrochen, ohne dass er zum Einsatz gekommen wäre. Deshalb zog er zurück nach England und unterschrieb bei den Leicester Tigers. Sein Debüt in der englischen Premiership Rugby hatte er am 22. August 2020 gegen Bath Rugby. Mit den Tigers erreichte Potter das Finale des European Rugby Challenge Cup 2020/21, wobei er bei der knappen 17:18-Niederlage gegen Montpellier Hérault Rugby nicht zum Aufgebot gehörte. Hingegen war er beim Meisterschaftsfinale der Premiership-Saison 2021/22 die vollen 80 Minuten auf dem Platz und trug maßgeblich zum 15:12-Sieg über die Saracens bei, der den Tigers den elften Meistertitel insgesamt und den ersten seit 2013 bescherte.
Ende Mai 2023 wurde bekannt, dass Potter wieder nach Australien gegangen sei und Anfang Juni verkündete das Team Western Force die Vertragsunterzeichnung. Nach zwei wenig erfolgreichen Saisons in Perth wechselte Potter im Juli 2025 zu den New South Wales Waratahs in Sydney.

### Nationalmannschaft
Potter wäre aufgrund seiner Herkunft auch für die englische Nationalmannschaft spielberechtigt gewesen, entschied sich jedoch dazu, international für seine neue Heimat Australien anzutreten. Nationaltrainer Joe Schmidt berief ihn im Oktober 2024 in den Kader für die End-of-year Internationals 2024. Sein erstes Test Match für die australische Nationalmannschaft, die Wallabies, bestritt er am 24. November 2024 in Edinburgh, wobei er bei der 13:24-Niederlage seines Teams gegen Schottland einen Versuch erzielte.

## Erfolge
Sydney University FC
- Shute Shield: Meister 2018, 2019

Leicester Tigers
- Premiership Rugby: Meister 2022
- European Rugby Challenge Cup: Finalist 2020/21